# Бондаренко Роман Дмитрович
Роман Дмитрович Бондаренко (туркм. Roman Bondarenko, нар. 14 серпня 1966) — колишній радянський, український та туркменський футболіст, що грав на позиції форварда. Двоюрідний брат футболіста збірної України Олександра Бондаренка.
Майже протягом усієї кар'єри виступав за клуб «Торпедо» (Запоріжжя), у складі якого провів понад 400 матчів, а також виступав за національну збірну Туркменістану.

## Клубна кар'єра
У дорослому футболі дебютував 1987 року виступами за «Торпедо» (Запоріжжя), в якій провів тринадцять сезонів, взявши участь у 430 матчах чемпіонату. У цій команді він був лідером атак і одним з найкращих бомбардирів. У радянський період виступав у другій лізі СРСР. В сезоні 1990 року виграв другу нижчу лігу СРСР.
З 1992 по 1998 рік виступав в Вищій лізі України, після чого, незважаючи на виліт команди, продовжив виступати у першій лізі в сезоні 1998/1999. Покинув команду лише влітку 1999 року, після зняття її за змагань.
У сезоні 1999/00 знову виступав у Вищій лізі України за інший запорізький клуб «Металург», після чого завершив ігрову кар'єру.
Всього в чемпіонатах провів 456 матчів, забив 112 голів. У чемпіонатах СРСР 194 матчі, 50 голів. У Вищій лізі України 231 матч, 54 голи. Першій лізі 31 матч, 8 голів.

## Виступи за збірну
1998 року екс-тренер «Ворскли» Віктор Пожечевський, очоливши збірну Туркменістану, запросив групу українських гравців допомогти його команді. Так «туркменами» стали Андрій Хомин, Ігор Кислов, Андрій Зав'ялов, Костянтин Сосенко та Роман Бондаренко. За збірну цієї країни Роман виступив на Азійських іграх в Таїланді.. У підсумку, він зіграв кілька ігор, вийшов разом з командою в 1/4 турніру. Більше за збірну не грав.

## Статистика
| Сезон     | Клуб                 | Ліга            | Чемпіонат | Чемпіонат |
| Сезон     | Клуб                 | Ліга            | Ігри      | Голи      |
| --------- | -------------------- | --------------- | --------- | --------- |
| 1987      | Торпедо (Запоріжжя)  | Друга ліга      | 20        | 0         |
| 1988      | Торпедо (Запоріжжя)  | Друга ліга      | 49        | 1         |
| 1989      | Торпедо (Запоріжжя)  | Друга ліга      | 48        | 18        |
| 1990      | Торпедо (Запоріжжя)  | Друга низ. ліга | 36        | 19        |
| 1991      | Торпедо (Запоріжжя)  | Друга ліга      | 41        | 12        |
| 1992      | Торпедо (Запоріжжя)  | Вища ліга       | 17        | 6         |
| 1992-1993 | Торпедо (Запоріжжя)  | Вища ліга       | 30        | 10        |
| 1993-1994 | Торпедо (Запоріжжя)  | Вища ліга       | 32        | 5         |
| 1994-1995 | Торпедо (Запоріжжя)  | Вища ліга       | 33        | 8         |
| 1995-1996 | Торпедо (Запоріжжя)  | Вища ліга       | 34        | 9         |
| 1996-1997 | Торпедо (Запоріжжя)  | Вища ліга       | 29        | 6         |
| 1997-1998 | Торпедо (Запоріжжя)  | Вища ліга       | 30        | 5         |
| 1998-1999 | Торпедо (Запоріжжя)  | Перша ліга      | 31        | 8         |
| 1999-2000 | Металург (Запоріжжя) | Вища ліга       | 26        | 5         |